# أبل 2 جي إس
أبل 2 جي إس (بالإنجليزية: Apple IIGS)، هو جهاز حاسوب تابع لشركة أبل الأمريكية، أصدرته في الأسواق بتاريخ 15 سبتمبر عام 1986م، وقد أُوقِف إنتاجه نهائيًا في شهر ديسمبر عام 1992م تميز هذا الجهاز بكونه أول حاسوب من أبل يحتوي على واجهة رسومية ملونة وصوت محسّن، مما جعله مناسبًا للألعاب والبرامج التعليمية في ذلك الوقت، كان أبل 2 جي إس يعتبر خطوة انتقالية بين أجهزة أبل 2 وماكنتوش.

## المواصفات التقنية
تميز أبل 2 جي إس بمعالج 65C816 بتردد 2.8 ميجاهرتز، وكان يدعم ذاكرة وصول عشوائي تصل إلى 8 ميجابايت. على صعيد العرض، جاء الجهاز بشاشة بدقة 640×200 بكسل و256 لونًا، بالإضافة إلى نظام صوتي متقدم بأربعة قنوات. كان يحتوي على نظام تشغيل GS/OS الذي وفر للمستخدمين تجربة استخدام أكثر سلاسة بالمقارنة مع الإصدارات السابقة من أبل II.

## التأثير
كان لأبل 2 جي إس تأثير كبير في سوق الحواسيب التعليمية والبرامج التفاعلية خلال فترة الثمانينات. حيث استخدم في العديد من المدارس حول العالم بفضل إمكانياته المتقدمة وسهولة استخدامه. رغم أن شعبيته تضاءلت مع ظهور أجهزة أكثر تقدمًا مثل ماكنتوش، إلا أن أبل 2 جي إس لا يزال يُذكر كواحد من الأجهزة المبتكرة في تاريخ الحواسيب الشخصية.

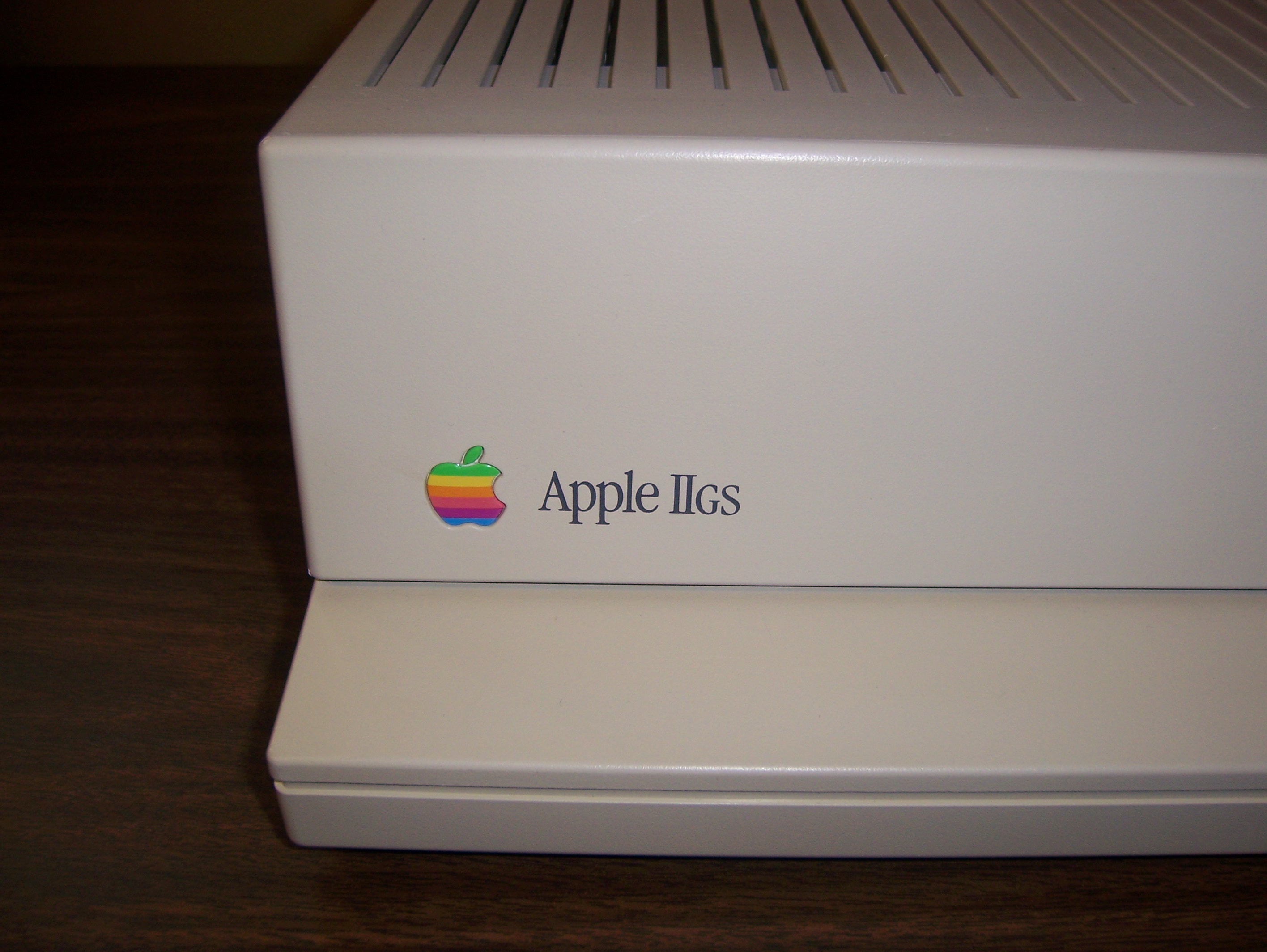
صوره للجهاز

## وصلات خارجية
- "The New تفاح IIGS" from Compute! magazine (November 1986)
- from Steven Weyhrich
- What is the Apple IIGS, reviews of many Apple IIGS applications